# Smith Ballew
Smith (egentligen Sykes) Ballew, född den 21 januari 1902 i Palestine, Texas, död den 2 maj 1984 i Longview, Texas, var en amerikansk sångare, musiker (gitarrist och banjoist), orkesterledare och skådespelare.

## Karriär inom musiken
Ballew, det yngsta av fem barn, studerade som ung vid Austin College och University of Texas. Vid det senare kom Ballew och hans äldre bror Charles Robert i kontakt med klarinettisten Jimmy Joy och blev medlemmar i dennes orkester. Enligt Geofferey J. Orr skall Ballew ha skivdebuterat med Joys orkester under en turné till Kalifornien 1923, men enligt Brian Rust är banjoisten på dessa inspelningar Clyde Austin. Åter i Texas ledde Ballew en egen orkester, "Texajazzers", i Dallas omkring 1925. Ett kortare tag ledde han även en senare upplaga av The Wolverine Orchestra, den orkester med vilken Bix Beiderbecke slagit igenom 1924; Ballew skulle senare göra skivinspelningar med Beiderbecke (med Frank Trumbauers orkester 1929), och under Beiderbeckes sista svåra år hörde han till de få kollegor som försökte göra verkliga hjälpinsatser för den då alkoholiserade och arbetslöse kornettisten. I samband med ett engagemang i Chicago 1927 värvades Ballew till Ben Pollacks orkester. Det var här han på allvar började utveckla sin talang inte bara som musiker utan även som sångare.
1928 kom Ballew till New York, enligt Chilton som banjoist i George Olsens orkester, enligt Orr på inbjudan av orkesterledaren Ted Fio Rito. Efter en tid av arbetslöshet kom Ballew här i kontakt med många av stadens mest framträdande vita jazz- och studiomusiker och började medverka som vokalist på skivinspelningar med olika reguljära orkestrar och studiogrupper under ledare som bröderna Jimmy och Tommy Dorsey, Sam Lanin, Fred Rich och Ben Selvin. Han fick skivkontrakt med Okeh men gjorde också inspelningar för många andra skivbolag. På många lågprismärken framträdde han under pseudonymen "Buddy Blue". Ballews sångröst, en hög baryton snarare än en tenor, har beskrivits som rymmande en "sexuell värme" ovanlig hos andra samtida crooners. 
Från 1929 ledde Ballew - parallellt med flitigt frilansande på radio och skiva - ånyo sin egen orkester, bland annat på White's Restaurant samt på en lång rad skivinspelningar för främst Okeh och Banner. Orkestern innehöll periodvis många framstående jazzmusiker, däribland trumpetaren Jack Purvis, gitarristerna Dick McDonough och Eddie Lang samt violinisten Joe Venuti. Jazzhistorikern och musikern Richard M. Sudhalter menar i sin bok Lost Chords att Ballews insatser som anlitare av duktiga musiker vunnit alltför litet erkännande inom jazzen.
Ballew drabbades relativt hårt av den stora depressionen med dess stora nedgång inom både skivproduktion och tillfällen till liveframträdanden. 1932 lanserade han dock en ny orkester med musiker sammanplockade av Glenn Miller, vilken bland annat rymde trumpetaren Bunny Berigan och hade ett framgångsrikt längre engagemang på Club Forrest i New Orleans. Denna orkester skulle efter några år, då Ballew lämnade ledarskapet, bli grunden till Glenn Millers eget framgångsrika storband.

## Karriär inom filmen
Efter att 1935 ha lämnat över sin orkester till Miller flyttade Ballew till Los Angeles där kompositören och orkesterledaren Victor Young ordnat arbete åt honom som konferencier för radioprogrammet "Shell Chateau". Ballew, som var en stilig karl på nära två meter (1,96), blev här snart även indragen i Hollywoods filmindustri, där han först gjorde en serie filmer för Paramount Pictures och senare för 20th Century Fox. De flesta av dessa var västernfilmer där Ballew spelade ledande roller som bildskön "sjungande cowboy". Under 1940-talets senare hälft minskade hans roller i storlek, men han fortsatte att göra film fram till 1951.

## Senare liv
Sedan Ballew lämnat även filmen arbetade han som PR-man för flygplanstillverkaren General Dynamics fram till sin pensionering 1967.

## Filmografi
- 1929 – Leo Reisman and His Hotel Brunswick Orchestra in Rhythms (kortfilm)
- 1932 – Rambling 'Round Radio Row #4 (kortfilm)
- 1936 – Palm Springs
- 1937 – Racing Lady
- 1937 – Western Gold
- 1937 – Roll Along, Cowboy
- 1938 – Hawaiian Buckaroo
- 1938 – Rawhide
- 1938 – Panamint's Bad Man
- 1940 – Gaucho Serenade
- 1945 – The Man Who Walked Alone
- 1946 – Drifting Along
- 1946 – Under Arizona Skies
- 1948 – Tex Granger, Midnight Rider of the Plains
- 1949 – Gun Cargo
- 1949 – The Mutineers
- 1950 – Federal Man
- 1950 – I Killed Geronimo
- 1951 – Ung soldat (originaltitel: The Red Badge of Courage)